# Oberstinzel
Oberstinzel è un comune francese di 317 abitanti situato nel dipartimento della Mosella nella regione del Grand Est.

## Società

### Evoluzione demografica
Abitanti censiti